# Монотип (полиграфия)

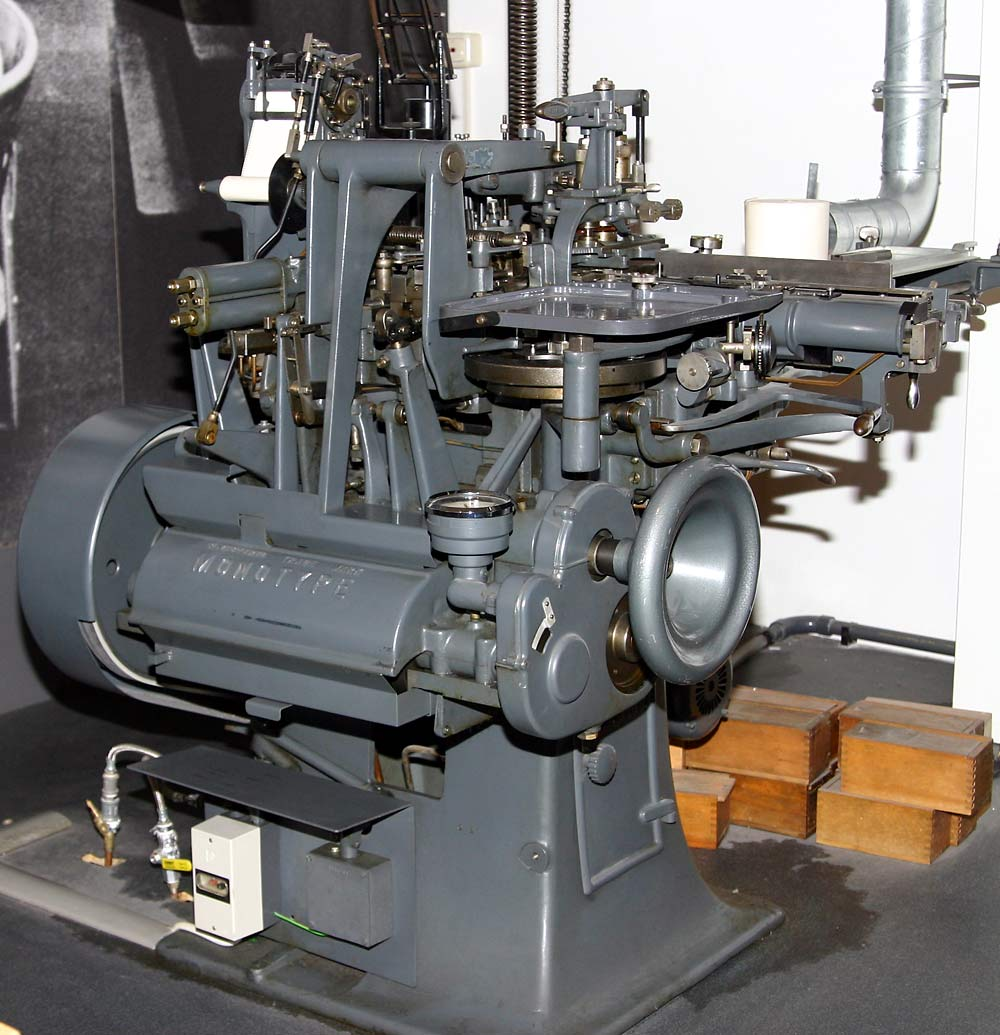

Моноти́п (англ. monotype от моно- и др.-греч. τύπος — отпечаток) — автоматическая буквоотливная наборная машина, изготовляющая набор в виде строк, состоящих из отдельных литер и шпаций. Разновидность полиграфического оборудования. Монотип изобретён в 1887 году американцем Толбертом Лэнстоном.
Монотип состоял из двух раздельных секций:
- клавиатурного аппарата (наборно-программирующего аппарата), где информация кодировалась и записывалась на перфоленту, и
- буквоотливного механизма, работавшего под управлением этой перфоленты.

Каждая литера отливалась отдельно из специального типографского сплава, после чего из литер формировались строки и верстались страницы (полосы) печатной формы. При этом использовались матрицы для отливки шрифта.
Монотип применялся для набора сравнительно сложных видов полос (содержащих формулы, фрагменты на экзотических языках и т. п.).
В СССР производство монотипов было начато в 1947 году на Ленинградском заводе полиграфических машин.
С появлением фотонабора и компьютерной вёрстки монотипы вышли из обихода.